# لا باز (المكسيك)
لا باز (بالإسبانية: La Paz) هي مدينة في المكسيك، ومستوطنة، تقع في لاباز، هي عاصمة ولاية باها كاليفورنيا سور، و لاباز، بلغ عدد سكانها 310,155 نسمة وذلك حسب إحصائيات سنة 2010، تبلغ مساحتها 27 كيلومتر مربع، رمزها البريدي هو 23000.

## المناخ
يظهر الجدول التالي التغييرات المناخية على مدار السنة للا باز:
| البيانات المناخية لـلا باز                                      | البيانات المناخية لـلا باز | البيانات المناخية لـلا باز | البيانات المناخية لـلا باز | البيانات المناخية لـلا باز | البيانات المناخية لـلا باز | البيانات المناخية لـلا باز | البيانات المناخية لـلا باز | البيانات المناخية لـلا باز | البيانات المناخية لـلا باز | البيانات المناخية لـلا باز | البيانات المناخية لـلا باز | البيانات المناخية لـلا باز | البيانات المناخية لـلا باز |
| الشهر                                                           | يناير                      | فبراير                     | مارس                       | أبريل                      | مايو                       | يونيو                      | يوليو                      | أغسطس                      | سبتمبر                     | أكتوبر                     | نوفمبر                     | ديسمبر                     | المعدل السنوي              |
| --------------------------------------------------------------- | -------------------------- | -------------------------- | -------------------------- | -------------------------- | -------------------------- | -------------------------- | -------------------------- | -------------------------- | -------------------------- | -------------------------- | -------------------------- | -------------------------- | -------------------------- |
| الدرجة القصوى °م (°ف)                                           | 35.2 (95.4)                | 37.4 (99.3)                | 38.2 (100.8)               | 41.0 (105.8)               | 41.0 (105.8)               | 43.0 (109.4)               | 43.0 (109.4)               | 43.0 (109.4)               | 43.0 (109.4)               | 43.5 (110.3)               | 38.5 (101.3)               | 36.0 (96.8)                | 43.5 (110.3)               |
| متوسط درجة الحرارة الكبرى °م (°ف)                               | 23.6 (74.5)                | 24.9 (76.8)                | 27.3 (81.1)                | 30.3 (86.5)                | 33.4 (92.1)                | 35.6 (96.1)                | 36.6 (97.9)                | 36.2 (97.2)                | 35.0 (95.0)                | 32.6 (90.7)                | 28.3 (82.9)                | 24.4 (75.9)                | 30.7 (87.3)                |
| المتوسط اليومي °م (°ف)                                          | 17.4 (63.3)                | 18.1 (64.6)                | 19.7 (67.5)                | 22.1 (71.8)                | 24.5 (76.1)                | 27.1 (80.8)                | 29.7 (85.5)                | 30.2 (86.4)                | 29.3 (84.7)                | 26.2 (79.2)                | 22.0 (71.6)                | 18.6 (65.5)                | 23.7 (74.7)                |
| متوسط درجة الحرارة الصغرى °م (°ف)                               | 11.2 (52.2)                | 11.3 (52.3)                | 12.1 (53.8)                | 13.9 (57.0)                | 15.7 (60.3)                | 18.6 (65.5)                | 22.9 (73.2)                | 24.1 (75.4)                | 23.5 (74.3)                | 19.9 (67.8)                | 15.7 (60.3)                | 12.8 (55.0)                | 16.8 (62.2)                |
| أدنى درجة حرارة °م (°ف)                                         | 2.0 (35.6)                 | 2.5 (36.5)                 | 3.0 (37.4)                 | 4.5 (40.1)                 | 8.5 (47.3)                 | 10.0 (50.0)                | 11.5 (52.7)                | 13.0 (55.4)                | 12.0 (53.6)                | 10.0 (50.0)                | 6.5 (43.7)                 | 2.0 (35.6)                 | 2.0 (35.6)                 |
| معدل هطول الأمطار مم (إنش)                                      | 14.2 (0.56)                | 5.3 (0.21)                 | 2.3 (0.09)                 | 0.8 (0.03)                 | 0.9 (0.04)                 | 1.3 (0.05)                 | 14.5 (0.57)                | 37.2 (1.46)                | 58.4 (2.30)                | 12.1 (0.48)                | 7.4 (0.29)                 | 14.8 (0.58)                | 169.2 (6.66)               |
| متوسط الأيام الممطرة (≥ 0.1 mm)                                 | 1.8                        | 1.1                        | 0.4                        | 0.2                        | 0.1                        | 0.2                        | 2.1                        | 4.1                        | 4.1                        | 1.5                        | 0.8                        | 1.8                        | 18.2                       |
| متوسط الرطوبة النسبية (%)                                       | 66                         | 60                         | 58                         | 55                         | 55                         | 54                         | 58                         | 61                         | 63                         | 63                         | 64                         | 66                         | 60                         |
| ساعات سطوع الشمس الشهرية                                        | 228                        | 241                        | 291                        | 305                        | 334                        | 334                        | 298                        | 268                        | 254                        | 279                        | 245                        | 210                        | 3٬287                      |
| المصدر #1: Servicio Meteorológico Nacional (humidity 1981–2000) |                            |                            |                            |                            |                            |                            |                            |                            |                            |                            |                            |                            |                            |
| المصدر #2: Ogimet (sun 1981–2010)                               |                            |                            |                            |                            |                            |                            |                            |                            |                            |                            |                            |                            |                            |

## مدن توأم
المدن التوأم:
- تيخوانا
- إنسينادا
- شاطئ روزاريتو
- ريدوندو بيتش.

## أعلام
- رامون غارسيا هيراليس
- راؤول كاستانيدا
- فرنسيسكو كورينغو
- باولا إسبينوزا
- راؤول غارسيا
- فرنسيسكو أرماندو ميزا كاسترو